# Johann Christoph Bach
Johann Christoph Bach (16. června 1671 Erfurt, Německo – 22. února 1721 Ohrdruf, Německo) byl německý hudební skladatel, nejstarší z bratrů Johanna Sebastiana Bacha, kteří se dožili dospělosti.

## Život
Johann Christoph se narodil v Erfurtu 16. června 1671, několik měsíců před tím, než se rodina přestěhovala do Eisenachu. V roce 1686 byl poslán do Erfurtu, aby následující tři roky studoval u Johanna Pachelbela. Již v době končícího studia byl varhaníkem v chrámu sv. Tomáše. Po dokončení studia působil několik měsíců v Arnstadtu, kde žili jeho příbuzní.
V roce 1690 se Johann Christoph stal varhaníkem v kostele sv. Michaela v Ohrdrufu, asi 20 km jižně od Gothy. V říjnu roku 1694 se oženil s Dorotheou von Hof. Krátce nato zemřeli oba jeho rodiče a dva mladší bratři Johann Jacob a Johann Sebastian Bach přišli do rodiny Johanna Christopha v Ohrdrufu. V té době bylo Johannu Jacobovi 13 a Johannu Sebastianovi necelých 10 let. Johann Christoph se stal učitelem svého mladšího bratra Johanna Sebastiana ve hře na klávesové nástroje. O několik let později zkomponoval Johann Sebastian Cappricio pro nejstaršího bratra, BWV 993.
Johann Christoph měl osm dětí:
- Christiana Sophia (* 1697)
- Johann Bernhard (1700–1743, varhaník u sv. Michala v Ohrdrufu)
- Johann Christoph (1702–1756, kantor a učitel v Ohrdrufu)
- Johanna Maria (* 1705)
- Johann Heinrich (1707–1782, kantor v Öhringen)
- Magdalena Elisabeth (* 1710)
- Johann Andreas (1713–1779, varhaník a učitel v Ohrdrufu)
- Johann Sebastian (zemřel jako dítě 1713)

Všichni synové se stali hudebníky.
Zemřel 22. února 1721 v Ohrdrufu ve věku 49 let.